# گائتان بونگ
توماس گائتان بونگ (انگلیسی: Thomas Gaëtan Bong؛ زادهٔ ۲۵ آوریل ۱۹۸۸) بازیکن فوتبال اهل کامرون است. بونگ قبل از اینکه به تیم ملی کامرون ملحق شود، در یک مسابقه بین‌المللی برای تیم فوتبال زیر ۲۱ سال فرانسه بازی کرده بود.